# Roatis Andrea
Roatis Andrea (Budapest, 1974. március 5. –) magyar szinkronszínésznő.

## Pályája
Kezdetben egy diákszínjátszókör tagja volt. Háromszor is felvételizett a Színház- és Filmművészeti Főiskolára, de nem vették fel. 1992 óta szinkronizál, sorozatokban, filmekben és rajzfilmekben is (Pokémon, Sonic X, Yu-Gi-Oh! stb.) Imádja Hollandiát, az ország nyelvét felsőfokon beszéli. 2003-ban ment férjhez. 2008-ban szülte meg az első gyermekét, Áront.

## Filmek
- Nyócker (2004) – Csorba Julika hangja
- Apám beájulna (2003) (hang)
- A kör 0.: A születés (2000) - Sadako Yamamura

## Szinkronszerepek

### Filmek
- Csipkerózsika: Aura tündér
- Holdhercegnő: Loveday – Natascha McElhone
- Emlékek nélkül (2008): Anne Huston / Andrea Haris – Lisa Brenner Törvénytisztelő Polgár (2009)
- Az álmosvölgy legendája - Christina Ricci

### Sorozatok
- 4400: Wendy Paulson – Lexa Doig
- A szultána: Hümasah szultána - Vildan Atasaver
- A mostoha: Lucrecia Lombardo Fuentes – Marisol del Olmo
- Baywatch: Lani McKenzie/Miko Matsumoto – Carmen Electra/Monica Nakagawa
- Bűnös Chicago: Erin Lindsay - Sophia Bush[2]
- Csacska angyal: Lucia – Esmeralda Mitre
- Csillagközi romboló: Petty Officer Anastasia Dualla – Kandyse McClure
- Dinasztia: Fallon Carrington Colby – Pamela Sue Martin
- Dögös doki: Jade – Emma Pierson
- Egy kapcsolat szabályai: Jennifer - Bianca Kajlich
- Éjszakai járat: Lisa Reisert - Rachel McAdams
- Első csók: Géraldine – Nathalie Dudeck
- Az elveszett ereklyék fosztogatói: Claudia – Lindy Booth
- Erdei iskola: Juliette Waybourne – Meghan Ory
- Erica világa: Erica Strange - Erin Karpluk
- Érzékeny ifjúság: Elodie Martin – Caroline Mouton
- Esmeralda: Aurora – Elsa Navarrete
- Gyagyás család: Pilar Mancini – Bárbara Lombardo
- Hóbarátok: Vroni – Miriam Krause
- Két pasi meg egy csajszi: Sharon
- A liliomlány: Florecita – Camila Sodi
- Lisa csak egy van: Mariella von Brahmberg – Bianca Hein
- Marina: Marina Hernández - Sandra Echeverría
- Nagymenők: Karen Kerr – Torrey DeVitto
- A narancsvidék: Summer Roberts – Rachel Bilson
- Nash Bridges – Trükkös hekus: Cassidy Bridges – Jodi Lyn O’Keefe (első hang)
- Sabrina, a tiniboszorkány: Sabrina Spellman – Melissa Joan Hart
- Segítség, sztár lettem!: Katerina 'Kat' Benton – Barbara Mamabolo
- Shark – Törvényszéki ragadozó: Madeline Poe – Sarah Carter
- Sharon naplója: Sharon Spitz - Alicia Silverstone
- Skippy kalandjai: Kate – Fiona Shannon (új hang)
- Smallville: Lana Lang – Kristin Kreuk
- Sophie – A nem kívánt jegyesség: Gräfin Sophie von Ahlen – Yvonne Catterfeld
- Sorsfordító szerelem: Defne Başer-Yörükhan – Begüm Kütük Yaşaroğlu
- Sunset Beach: Maria Torres Evans – Christina Chambers
- A szerelem ösvényei: Perla Gutiérrez Vázquez – Aracely Arámbula
- A szépség és a szörnyeteg: Cathrine Chandler - Kristin Kreuk
- Szeretni bolondulásig: María Fernanda 'Marifé' Cifuentes Álvarez – Lourdes Reyes
- Szeretők és riválisok: Jimena de la O – Ludwika Paleta
- Szívtipró gimi: Melanie Black – Rebecca Smart
- Thomas és barátai: Nia - Yvonne Grundy
- Titkok és szerelmek: Lorenza Torres – Sabine Moussier
- Titokzatos Násztya: Anna (Anasztaszija/Anasztázia/Násztya) Platonova – Jelena Korikova
- Törekvő tanerők: Alice Fletcher – Sarah Alexander
- Tuti gimi: Brooke Davis – Sophia Bush
- Viszonyok: Isabel Lukens – Kimberly Williams
- Avatar - Aang legendája: Katara

## Animációs sorozatok
- Avatár – Aang legendája: Katara
- Brandy és Mr. Bajusz: Brandy Harrington - Kaley Cuoco
- Félix cica és barátai: Mimi
- Beyblade: Mariah
- Dragon Ball Z: Dende
- Full Metal Panic!: Teletha „Tessa” Testarossa
- Hot Wheels AcceleRacers: Lani Tam (1-2. film)
- InuYasha: Yura (3-4. epizód)
- Johnny Test: Sissy
- Papyrus: Théti-Chéri
- Pokémon: Giselle - (1. epizód)
- Slayers – A kis boszorkány legújabb kalandjai: Filia ul Copt
- South Park: Wendy Testaburger - Mary Kay Bergman (első hang)
- Született kémek: Britney
- Totál Dráma: A sziget fellázad: Dakota
- Az Oblong család: Peggy Weggy
- W.I.T.C.H.: Taranee Cook
- Winx Club: Flora (1–2. évad) - Holly Gauthier Frankel
- Yu Yu Hakusho – A szellemfiú: Jukimura Keiko
- Vasember: Hypnotia (1. évadban) - Linda Holdahl